# Irtysjsk
Irtysjsk (ryska: Иртышск) är en ort i Kazakstan.   Den ligger i oblystet Pavlodar, i den nordöstra delen av landet, 400 km nordost om huvudstaden Astana. Irtysjsk ligger 92 meter över havet och antalet invånare är 9 216.
Terrängen runt Irtysjsk är mycket platt. Runt Irtysjsk är det mycket glesbefolkat, med 4 invånare per kvadratkilometer. Det finns inga andra samhällen i närheten. Trakten runt Irtysjsk består i huvudsak av gräsmarker.